# Liste der Bodendenkmäler in Hergatz
Auf dieser Seite sind die Bodendenkmäler in der schwäbischen Gemeinde Hergatz zusammengestellt. Diese Tabelle ist eine Teilliste der Liste der Bodendenkmäler in Bayern. Grundlage ist die Bayerische Denkmalliste, die auf Basis des Bayerischen Denkmalschutzgesetzes vom 1. Oktober 1973 erstmals erstellt wurde und seither durch das Bayerische Landesamt für Denkmalpflege geführt wird. Die folgenden Angaben ersetzen nicht die rechtsverbindliche Auskunft der Denkmalschutzbehörde.

## Bodendenkmäler in Hergatz
| Lage                                 | Objekt | Akten-Nr.     | Bild                     |
| ------------------------------------ | --- | ------------- | ------------------------ |
| Wohmbrechts Schloßweg (Standort)     | Schloss Wohmbrechts (Niederungsburg, später Schloss)→Mittelalterlicher Burgstall.                                             | D-7-8325-0007 | Schloss Wohmbrechts 1637 |
| Schwarzensee (Standort)              | Burgstall Schwarzensee→Mittelalterlicher Burgstall.                                                                           | D-7-8325-0008 |                          |
| Muthen (Standort)                    | Burgstall Muthen→Mittelalterlicher Burgstall.                                                                                 | D-7-8325-0009 |                          |
| Wohmbrechts Schloßweg 3/5 (Standort) | Mittelalterliche und frühneuzeitliche Befunde im Bereich der katholischen Pfarrkirche St. Georg in Wohmbrechts.               | D-7-8325-0037 | weitere Bilder           |
| Maria-Thann (Standort)               | Mittelalterliche und frühneuzeitliche Befunde im Bereich der katholischen Pfarr- und Wallfahrtskirche zu Unserer Lieben Frau. | D-7-8325-0047 | weitere Bilder           |